# St. Nikolaus (Felsberg)

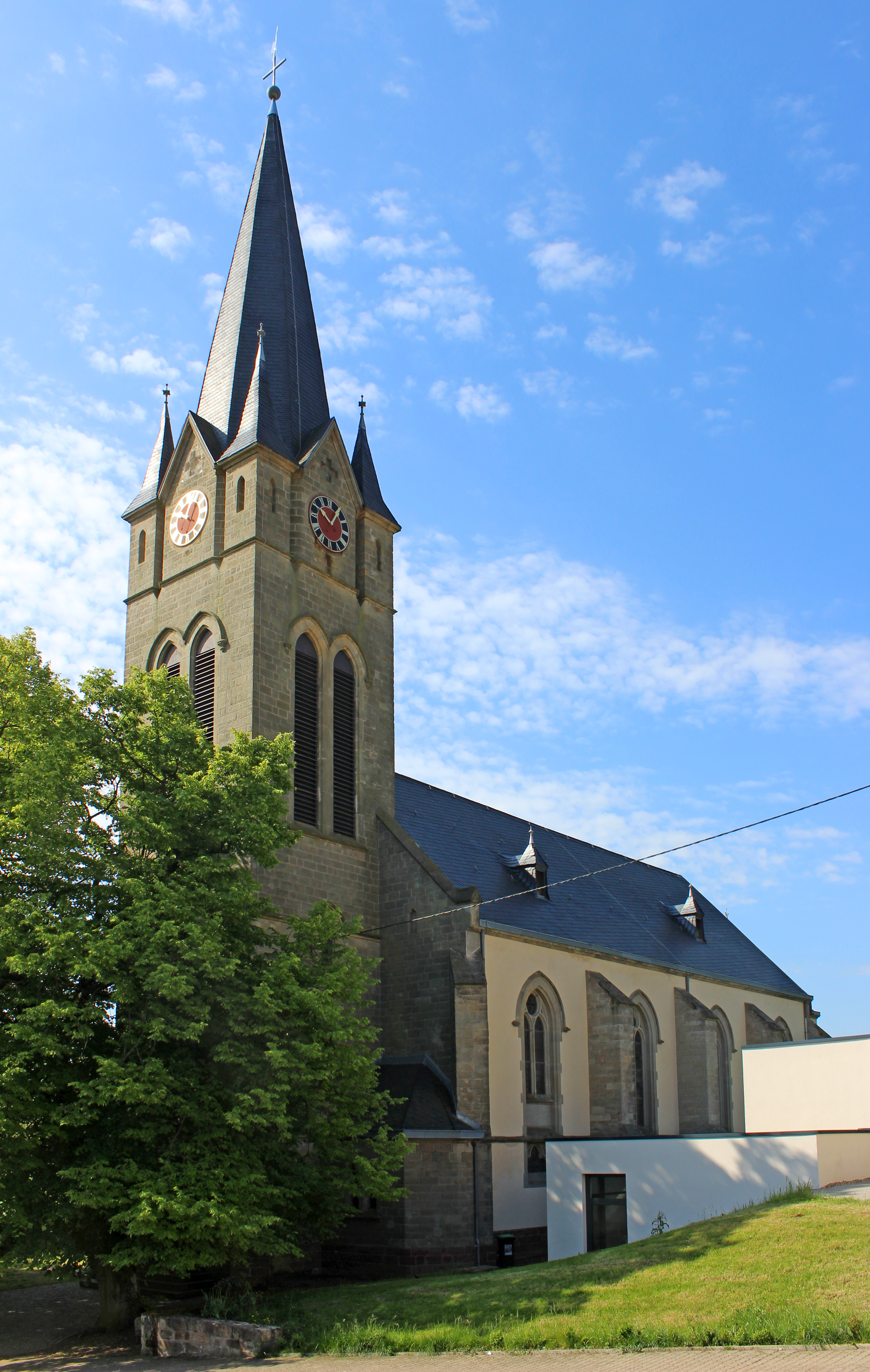
Die katholische Kirche St. Nikolaus in Felsberg

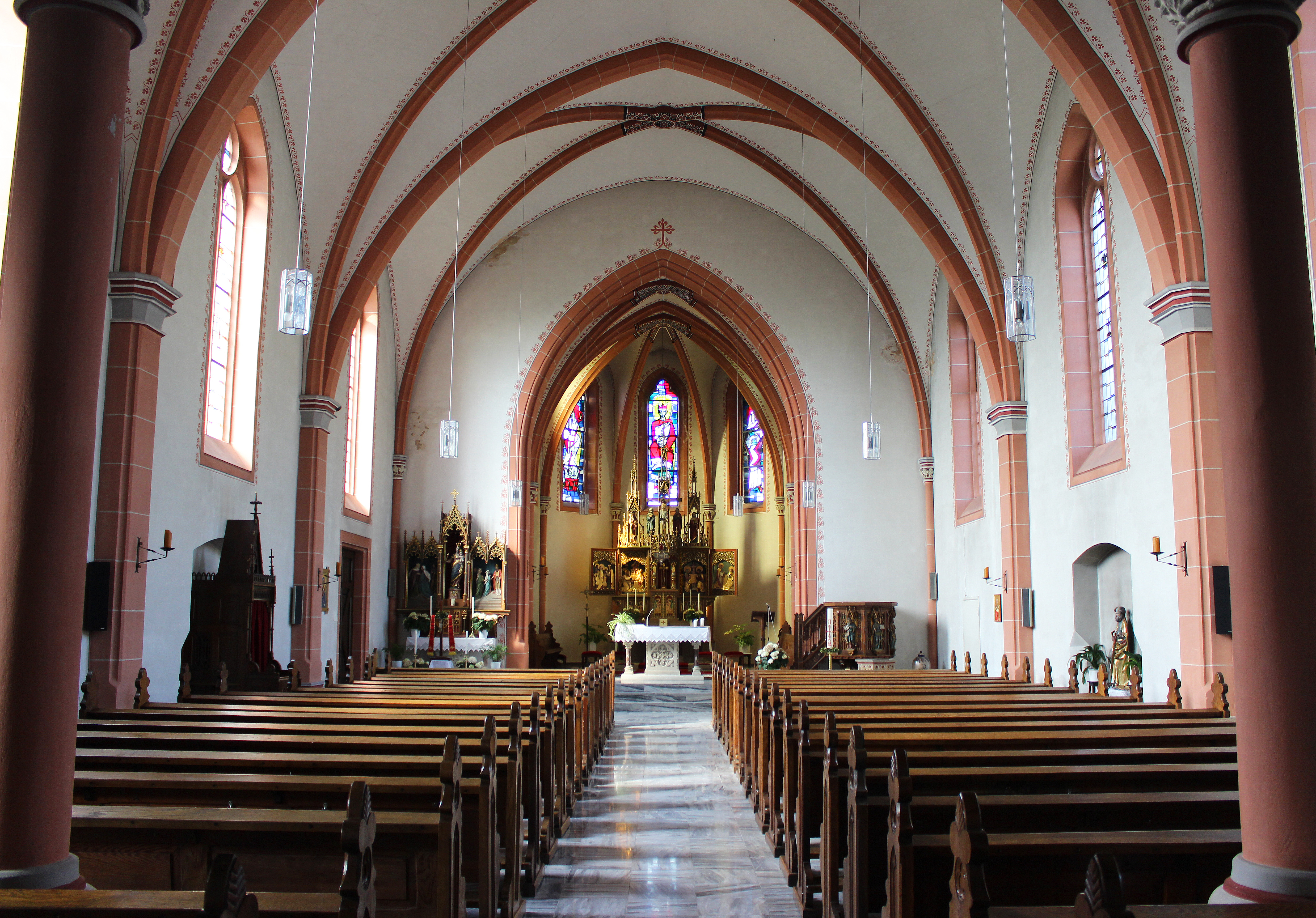
Blick ins Innere der Kirche

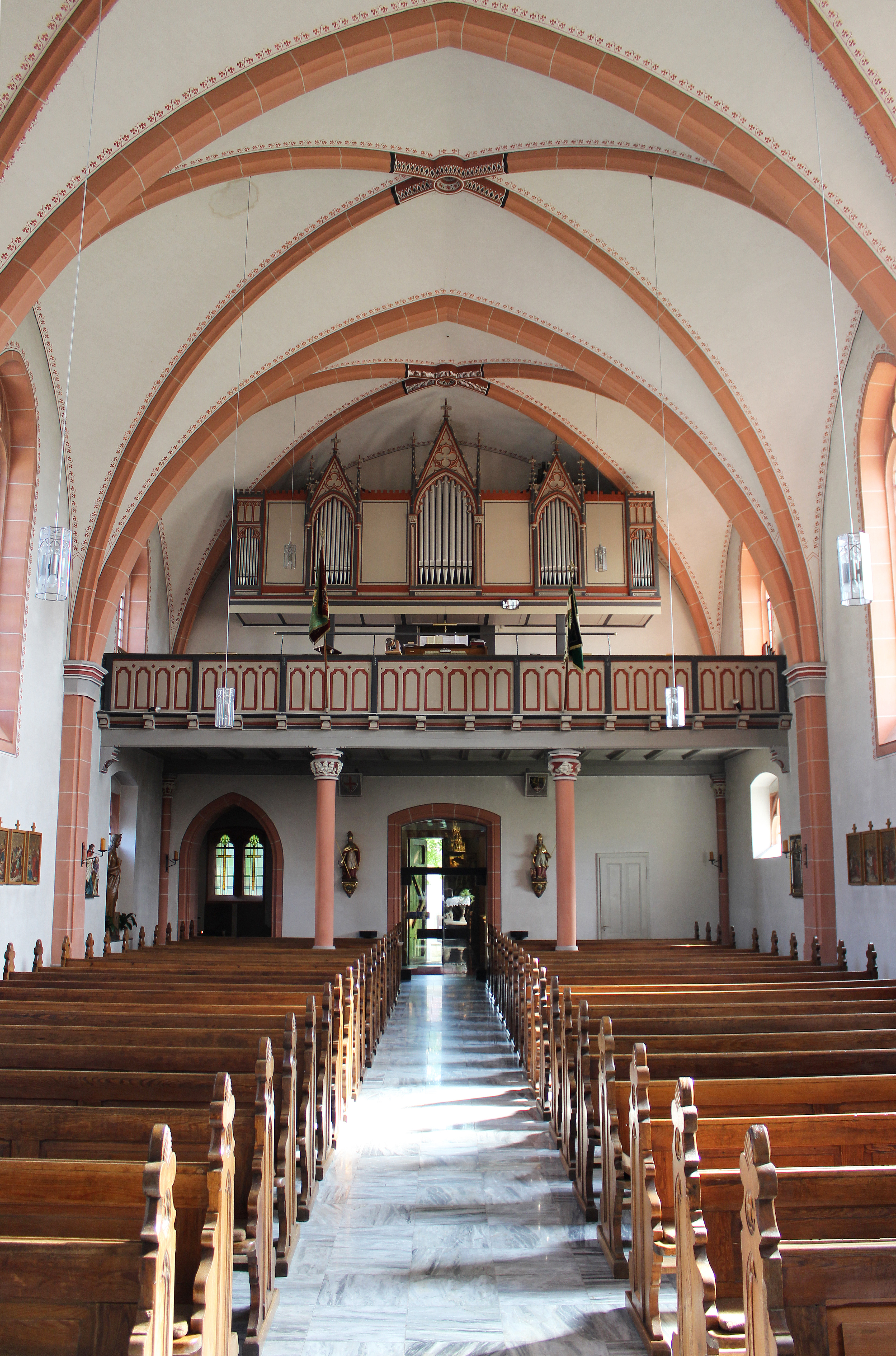
Blick zur Orgelempore

Die Kirche St. Nikolaus ist eine römisch-katholische Kirche in Felsberg, einem Ortsteil der saarländischen Gemeinde Überherrn, Landkreis Saarlouis. Kirchenpatron ist der heilige Nikolaus. In der Denkmalliste des Saarlandes ist die Kirche als Einzeldenkmal aufgeführt.

## Geschichte

### Pfarrei
Nach der offiziellen Gründung des damals zum Herzogtum Lothringen gehörenden Ortes Felsberg im Jahr 1704 waren die dort lebenden Katholiken der Pfarrei in Berus zugeordnet, deren seelsorgerische Betreuung den Prämonstratensern der Abtei Wadgassen oblag. Aufgrund des weiten Weges, den die Felsberger zurücklegen mussten, um den Gottesdienst in Berus zu besuchen, baten sie im Jahr 1736 den lothringischen Herzog und König von Polen Stanislaus I. Leszczyński sowie den Metzer Bischof Claude de Saint Simon um die Errichtung einer eigenen Pfarrei. Im Gegenzug versprachen die Felsberger den Bau einer Kirche und einer Schule. Die Abtrennung von Berus und die Errichtung der selbständigen Pfarrei Felsberg erfolgte schließlich am 15. Februar 1756. Den Pfarrdienst versah einer der Chorherren der Abtei Wadgassen weiterhin von Berus aus. In Folge der Französischen Revolution und der damit verbundenen Aufhebung der Abtei Wadgassen im Jahr 1792 besaß Felsberg spätestens ab Mai 1794 keinen Seelsorger mehr.
Unter Napoleon wurden die kirchlichen Verhältnisse zu Beginn des 19. Jahrhunderts neu geordnet. Felsberg und Neuforweiler bildeten ab dem Jahr 1808 eine Pfarrei, wobei Felsberg zur Filiale von Neuforweiler wurde. Der Status als Filiale rief in Felsberg Widerstand hervor und man versuchte wieder zur selbständigen Pfarrei zu werden. Dieses Streben nach Eigenständigkeit ging sogar so weit, dass im Jahr 1816 dem Neuforweiler Pfarrer der Zutritt zur Felsberger Kirche verweigert wurde. Erst nach Androhung einer Gefängnisstrafe gegenüber dem Bürgermeister, dem Lehrer und dem Küster von Felsberg wurde dem Neuforweiler Pfarrer die Kirche wieder zugänglich gemacht.
Zur Eskalation des Streites um die Pfarrrechte kam es, nachdem Felsberg im Jahr 1821 dem Bistum Trier zugeordnet wurde. Er gipfelte schließlich im Austritt der Gemeinde Felsberg aus der katholischen Kirche und dem Übertritt zu den freien religiösen Gemeinden des Deutschkatholizismus am 21. Juni 1863. Auslöser des Austritts war im Jahr zuvor die Androhung des Trierer Generalvikars  Matthias Martini, in der Felsberger Filialkirche Gottesdienste zu untersagen. Davor hatten die Felsberger bereits seit dem Jahr 1861 eigene Taufen und Begräbnisse durchgeführt, selbständig eigene Gottesdienste abgehalten (nachdem dem Pfarrer gewaltsam der Kirchenschlüssel abgenommen worden war), sowie Ehen nicht mehr in Neuforweiler einsegnen und die Kinder nicht mehr den Religionsunterricht besuchen lassen.
Der Streit um die Pfarrrechte in Felsberg, das seit 1815 zur preußischen Rheinprovinz gehörte und nahe der Grenze zu Frankreich lag, führte bei der Regierung in Berlin zu Unbehagen. Um den Streit zu beenden, wurde von Seiten der Regierung einer Neugründung der Pfarrei in Felsberg zugestimmt. Der Austritt der Gemeinde Felsberg aus der katholischen Kirche wurde nach fünf Monaten zurückgenommen und Anfang 1865 besuchte der kurz zuvor vom Trierer Domkapitel neu gewählte Bischof Leopold Pelldram den Ort und versprach die Wiedererrichtung der Pfarrei. Pelldrams Nachfolger als Bischof Matthias Eberhard errichtete schließlich am 28. Februar 1868 die Pfarrei Felsberg neu. Für die seelsorgerische Betreuung der wieder errichteten Pfarrei blieb zunächst der Neuforweiler Pfarrer verantwortlich. Den ersten eigenen Pfarrer erhielt Felsberg im Jahr 1893.
Mit Wirkung zum 1. September 2007 wurden die Pfarreien und Kirchengemeinden St. Matthias (Altforweiler), St. Martin (Berus) und St. Nikolaus (Felsberg) zu einer Pfarrei und Kirchengemeinde mit dem Namen St. Oranna Überherrn zusammengeschlossen. Pfarrkirche der neu errichteten Pfarrei wurde St. Matthias in Altforweiler.

### Baugeschichte
Der Vorgängerbau der heutigen Kirche wurde am 5. Mai 1765 eingesegnet. Er befand sich auf dem heutigen Friedhof. Während der Französischen Revolution erlitt das Gotteshaus Zerstörungen.
Am 29. Juni 1898 erfolgte die Grundsteinlegung der heutigen Kirche, die nach Plänen des Architekten Wilhelm Hector (Saarbrücken-St. Johann) errichtet wurde. Im Jahr 1901 war die Kirche fertiggestellt.

## Architektur und Ausstattung
Das Kirchengebäude wurde im neugotischen Stil errichtet und gliedert sich in einen Turm mit Spitzhelm, an den sich ein Langhaus und ein fünfseitiger polygonaler Chorraum anschließt. Das Kirchenschiff ist ein Rechtecksaal, unterteilt in vier Joche mit Kreuzrippengewölben.
Zur Ausstattung der Kirche gehört ein geschnitzter gotisierender Hochaltar sowie ein ebenfalls gotisierender Marienaltar mit einer Guldner-Marienfigur. Die beiden Holzfiguren des heiligen Nikolaus und des heiligen Hubertus stammen aus der Vorgängerkirche.

### Orgel
Die Orgel der Kirche wurde zwischen 1904 und 1912 von der Firma Mamert Hock (Saarlouis) erbaut. Das Kegelladen-Instrument mit pneumatischer Spiel- und Registertraktur verfügt  über 12 Register, verteilt auf zwei Manuale und Pedal. Die Disposition lautet wie folgt:
| I Hauptwerk C–g3 |                 |       |
| 1.               | Bourdon         | 16′   |
| 2.               | Principal       | 8′    |
| 3.               | Flöte           | 8′    |
| 4.               | Gamba           | 8′    |
| 5.               | Salicional      | 8′    |
| 6.               | Octave          | 4′    |
| 7.               | Rauschquinte II | 2 ⁄3′ |

| II Schwellwerk C–g3 |                  |    |
| 8.                  | Lieblich Gedackt | 8′ |
| 9.                  | Aeoline          | 8′ |
| 10.                 | Traversflöte     | 4′ |

| Pedal C–d1 |                                    |     |
| 11.        | Subbass                            | 16′ |
|            | Echobass (Windabschwächung Nr. 11) | 16′ |
| 12.        | Cello                              | 8′  |

- Koppeln:
  - Normalkoppeln: II/I, I/P, II/P
  - Suboktavkoppeln: II/I
  - Superoktavkoppeln: II/I